# JetTrain

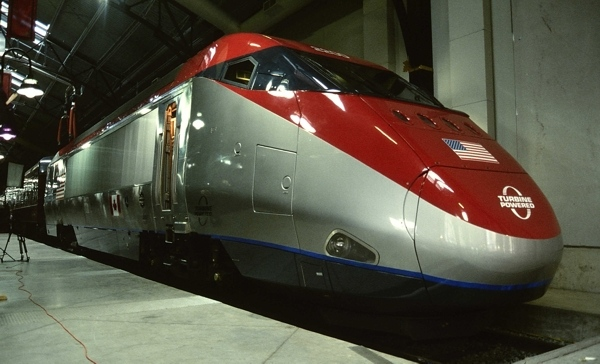
Motrice du Jet train

Le JetTrain est un produit expérimental de Bombardier Transport développé pour le marché nord-américain afin de proposer des trains à grande vitesse de style européen financièrement plus attrayant pour un usage sur les voies ferrées nord-américaines déjà existantes. Il utilise la technologie des trains pendulaires LRC utilisé par Via Rail depuis les années 1980, et qu'on retrouve dans une forme plus moderne avec le train Acela, pour les voitures. On remplace cependant la locomotive Diesel traditionnelle par une motrice qui utilise une turbine à combustion PW150 de Pratt & Whitney Canada de 3 750 kW de puissance, ce qui permet d'atteindre une vitesse de pointe de 240 km/h lorsque la signalisation et la voie le permettent.

## Histoire
Bombardier Transport se lança dans les trains à haute vitesse lors de l'achat de la Montreal Locomotive Works en 1975. Cette dernière avait un contrat avec la division passager du Canadien National (CN) afin de fournir les trains LRC. Ce contrat fut transféré à Via Rail lorsque le gouvernement canadien y regroupa tous les services de trains passagers du CN et du CP. Bombardier livra donc les LRC à Via Rail mais concentra ensuite ses efforts en Europe par l'achat de nombreuses compagnies de matériel ferroviaire. Il revient dans les années 1990 au marché nord-américain de train rapide avec le Acela, mais cette fois, il utilisa des locomotives dérivées de celles de ses usines en Europe.
Au début des années 2000, Bombardier fit beaucoup de publicité pour le JetTrain auprès des acheteurs potentiels, dont Amtrak et Via Rail, comme un choix plus économique que la construction de lignes dédiées aux trains électrique à grande vitesse comme en Europe ou au Japon. Le projet qui se rendit le plus loin fut le Florida Overland Express pour le transport des passagers entre Orlando et Tampa en Floride (États-Unis). Le projet devait être achevé en 2009 mais un référendum sur le sujet en 2004 se solda par un vote négatif de la population. Seuls les plans préliminaires virent le jour.
Au Canada, Bombardier présenta son produit à Via rail pour remplacer les LRC dans le corridor Québec-Windsor, le plus actif dans le domaine ferroviaire au pays. Le projet n'obtint pas de financement du gouvernement fédéral et certains pensent que cela est dû au fait qu'il fut présenté lors du flottement qui suivit la transition entre Jean Chrétien et Paul Martin à la tête du pays. Au Royaume-Uni, le Jet Train a été proposé pour remplacer les trains à locomotives Diesel HST.

## Caractéristiques techniques

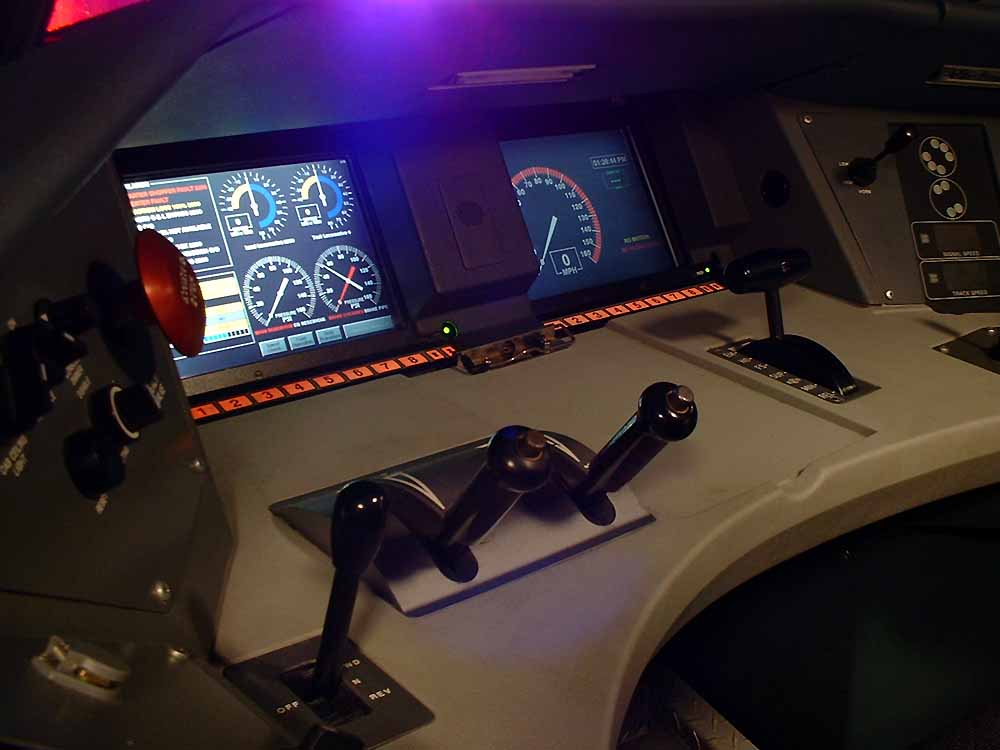
Pupitre de contrôle du conducteur du Jet Train.

Le JetTrain a été conçu pour offrir la vitesse et l'accélération des trains électriques sans les coûts reliés à la construction de voies électrifiées. La turbine PW150 de Pratt & Whitney, construite à Longueuil (Québec), a permis d'alléger le poids de la motrice de 20 % par rapport à une locomotive conventionnelle. Le train-prototype, remorques et motrices, a été assemblé à l'usine de Plattsburgh (New York) de Bombardier.
Les trains à turbine à combustion ont toujours eu la réputation d'être bruyants et polluants. Selon les constructeurs, la PW150 produit 30 % moins de gaz à effet de serre que l'équivalent Diesel et un système de silencieux lui permet d'être moins bruyante que les normes du Federal Railroad Administration américain. Le JetTrain est également la seule technologie non électrique à se conformer aux normes de sécurité pour les trains de passagers roulant à plus de 200 km/h émises par le même organisme.